# ماریت سودرستروم
ماریت سودرستروم (انگلیسی: Marit Söderström؛ زادهٔ ۲۵ اکتبر ۱۹۶۲) قایقران قایق بادبانی اهل سوئد است.